# Dennis Horner
Dennis Horner, né le 5 février 1988, à Linwood, au New Jersey, est un joueur américain de basket-ball. Il évolue au poste d'ailier.

## Palmarès
- All-NBDL Third Team 2012